# Billy Gonsalves
Pour les articles homonymes, voir Gonsalves.
Billy Gonsalves, de son vrai nom Adelino William Gonsalves (parfois orthographié Gonçalves à la portugaise) (né le 10 août 1908 à Portsmouth au Rhode Island et mort le 17 juillet 1977 à Kearny dans le New Jersey), était un joueur américain de football.

## Jeunesse
Gonsalves, l'un des sept enfants de Augustine et Rose Gonsalves, immigrés portugais arrivés en Amérique en 1906, naît à Portsmouth au Rhode Island, mais grandit à Fall River dans le Massachusetts. Excellent athlète, Gonsalves pratique la boxe, le baseball et le football. À 14 ans, Gonsalves joue pour les Pioneer, un club amateur local. Il joue ensuite pour Charlton Mill et les Liberal. Gonsalves gagne en importance dès les ligues amateurs et obtient le surnom de « Billy » des autres joueurs. En 1926, il signe un contrat avec le Lusitania Recreation Club. En 1927, Lusitania remporte les titres de la Boston City League et de la District League.

## Carrière professionnelle
En 1927, Boston Soccer Club de l'American Soccer League (ASL) fait signer Gonsalves. À l'âge de 19 ans, Gonsalves rejoint une équipe qui finit seconde de l'ASL et Billy est repéré par de nombreux recruteurs.
Gonsalves part aux Fall River Marksmen de sa ville natale en 1929. Aux Marksmen, Gonsalves forme un duo d'attaquants avec Bert Patenaude. Les deux joueurs aident Fall River à remporter la U.S. Open Cup en 1930 et 1931. Gonslaves remporte huit fois ce trophée dans sa carrière, un record.
L'équipe fusionne avec New York Soccer Club à l'été 1930 pour former les New York Yankees, où Gonsalves joue 75 matchs pour 49 buts et finit meilleur passeur de l'équipe.
En 1931, les Yankees changent d'endroit pour aller à New Bedford dans le Massachusetts où ils prennent le nom de New Bedford Whalers. En 1932, ils changent encore et retournent à Fall River pour s'appeler Fall River FC.
En 1933, Alex McNab, un ancien joueur et à l'époque entraîneur de Stix, Baer and Fuller FC de la St. Louis Soccer League contacte Gonsalves en lui proposant un contrat. Gonsalves saisit cette occasion de partir à l'ouest. Gonsalves gagne un autre titre d'Open Cup avec sa nouvelle équipe. Il passe la saison 1933-1934 et gagne le titre de la ligue. À la fin de la saison, il part en sélection nationale jouer la coupe du monde 1934 en Italie.
Lors de son retour à St. Louis, Gonsalves rejoint la nouvelle équipe fondée par McNab, les St. Louis Central Breweries FC. Gonsalves y passe la saison 1934-1935 et remporte une fois de plus la ligue et l'Open Cup 1935. En 1935, il va aux St. Louis Shamrocks où il participe aux Open Cup 1936 et 1937. En octobre 1937, Gonsalves signe chez St. Patrick's. Pour un problème de contrat, Gonsalves rejoint finalement les Beltmars en ligue semi-professionnelle de seconde division de la St. Louis Municipal League. En février 1938, Gonsalves part pour la SLSL avec les South Side Radio. Il part à la fin de la saison chez les Chicago Manhattan Beer. Puis en 1940, il rejoint le Healy FC de la National Soccer League of New York, qui gagne le titre de la ligue en 1941. En 1941, il rejoint les Kearny Scots en American Soccer League, club créé en 1933. Gonsalves y passe une saison avant de bouger pour les Brooklyn Hispano. Il passe ensuite neuf saisons avec le club de Brooklyn, avec 8 buts en 16 matchs lors de sa première saison. Brooklyn remporte l'U.S. Open en 1943 et 1944.
En 1947, Gonsalves quitte l'Hispano pour jouer aux Newark Germans en German American Soccer League. En 1948, l'équipe devient Newark FC, Gonsalves y jouera jusqu'à sa retraite en 1952.
Après une carrière de 25 ans, Steve Holroyd déclare à son sujet « Gonsalves fut un des plus grands gentlemen sur le terrain : une légende dit qu'il ne fut jamais averti, sanctionné ou exclu d'un match pour mauvaise conduite ».

## Équipe des États-Unis
Gonsalves joue six fois pour les États-Unis, incluant les deux coupes du monde de 1930 et de 1934. Il y marque une réalisation.
Gonsalves est un des premiers joueurs à être introduit au National Soccer Hall of Fame en 1950.